# 证券商
證券商（英語：Securities Firms），簡稱券商，是提供投資者證券買賣交易服務的法人組織，其組織型態必須為依法設立登記之公司，經證券主管機關之特許及發給證照，而以經營證券業務為目的之股份有限公司。證券商經營之業務主要包括承銷、經紀、自營，若同時經營此3種業務，稱之為綜合證券商。承銷為接受發行公司之委託，協助其證券發行之業務，經紀是接受客戶委託，代客下單買賣證券以收取手續費之業務，自營則是證券商以自己名義進行證券買賣之業務。證券商不得收受存款、辦理放款、借貸有價證券、為借貸款項或有價證券之代理或居間。但經主管機關核准者，得從事有價證券買賣之融資、融券，或從事融資融券買賣的代理。

## 業務範圍
依證券業務範圍，可分為：
1. 證券承銷保荐（Underwriter）：保荐指經營商保荐人对发行人发行证券进行推荐和辅导，承销是指證券公司代理、包销发行证券的行为。
2. 證券自營（Dealer）：指經營有價證券之自行買賣及其他經主管機關核准之相關業務。
3. 證券經紀（Broker）：指經營有價證券買賣之行紀、居間、代理及其他經主管機關核准之相關業務。
4. 證券投资咨询（Consulting）是指經營证券机构为证券投资人或者客户提供分析、预测或者建议的活动，主要为证券投资顾问业务和发布证券研究报告。
5. 證券财务顾问（Advisor）：是指經營证券交易、证券投资活动有关的咨询、建议、策划业务。
6. 證券资产管理（Management）：指证券公司为单一、多个投资者设立权益类、固守类、衍生类、混合类等资产管理计划的业务。
7. 證券融资融券（Margin）：是指证券公司指向客户出借资金供其买人证券（融资）或者出借证券（融券）供其卖出，并收取担保物的经营活动。
8. 證券做市交易（Market Making）：是指证券公司以做市商为中介，为双边提供报价的交易业务。
9. 證券IB业务（IB）：是指证券商接受期货商委托，介绍客户给期货商的业务。
10. 證券私募、另类投资（Investment）：是指证券商设立子公司从事基金、股权等投资活动的业务。

## 外部連結
- 台灣
  - 證券交易法（页面存档备份，存于）
  - 證券商管理規則 （页面存档备份，存于）